# Elezione imperiale del 1711

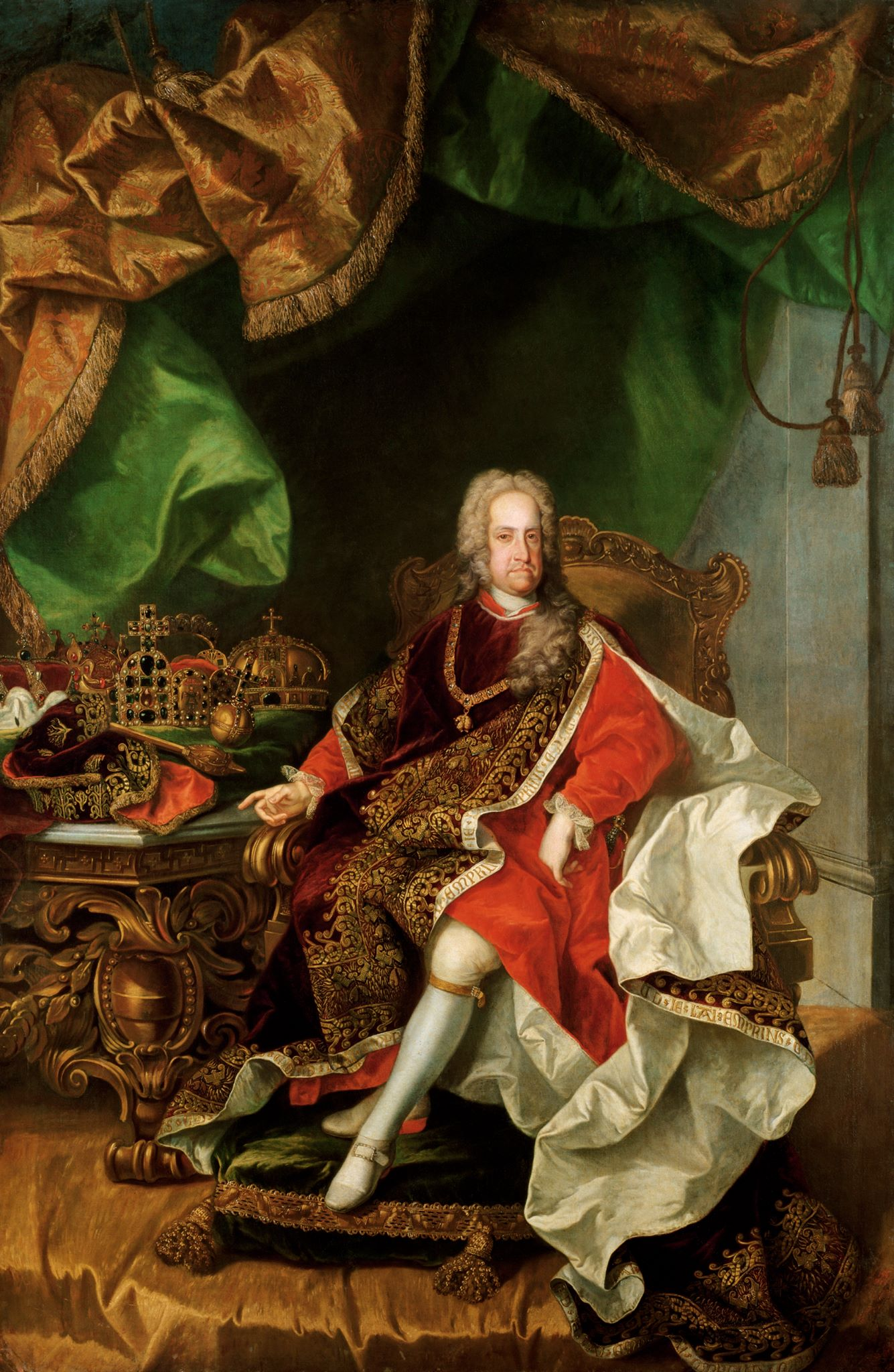
L'imperatore Carlo VI d'Asburgo.

L'elezione imperiale del 1711 si è svolta a Francoforte sul Meno il 12 ottobre 1711.

## Contesto storico
Nel 1692 l'imperatore Leopoldo I d'Asburgo aveva attribuito la dignità elettorale al duca di Brunswick-Lüneburg (Hannover), allargando a nove membri il collegio dei principi elettori. A partire dal 1700 l'Impero fu coinvolto nella guerra di successione spagnola contro la Francia dei Borboni. La Dieta del 1706 deliberò di privare dei diritti elettorali il duca di Baviera Massimiliano Emanuele e suo fratello l'arcivescovo di Colonia Giuseppe Clemente per il sostegno da loro accordato ai francesi (tali diritti sarebbero stati ripristinati nel 1714, con il trattato di Baden). L'imperatore Giuseppe I d'Asburgo morì il 17 aprile 1711, rendendo necessaria una nuova elezione imperiale.

## Principi elettori
| Principe elettore | Principe elettore                 | Titolo elettorale          | Altri titoli                       | Confessione |
| ----------------- | --------------------------------- | -------------------------- | ---------------------------------- | ----------- |
|                   | Franz Lothar von Schönborn        | Arcivescovo di Magonza     | Vescovo di Bamberga                | Cattolico   |
|                   | Carlo Giuseppe di Lorena          | Arcivescovo di Treviri     | Vescovo di Osnabrück               | Cattolico   |
|                   | Carlo VI d'Asburgo                | Re di Boemia               | Arciduca d'Austria Re d'Ungheria   | Cattolico   |
|                   | Giovanni Guglielmo del Palatinato | Conte Palatino del Reno    |                                    | Cattolico   |
|                   | Federico Augusto I di Sassonia    | Duca di Sassonia           | Re di Polonia Granduca di Lituania | Cattolico   |
|                   | Federico III di Brandeburgo       | Margravio di Brandeburgo   | Re in Prussia                      | Calvinista  |
|                   | Giorgio Ludovico di Hannover      | Duca di Brunswick-Lüneburg |                                    | Luterano    |

## Esito
Carlo VI d'Asburgo, fratello di Giuseppe e pretendente al trono di Spagna, venne eletto imperatore il 12 ottobre 1711 e incoronato nel Duomo di Francoforte sul Meno il 22 dicembre.